# Florbella inusitata
Florbella inusitata là một loài thực vật có hoa trong họ Mua. Loài này được (Wurdack) C.E. Schnell mô tả khoa học đầu tiên năm 1996.